# Fujieda
Fujieda (藤枝市 -shi) é uma cidade japonesa localizada na província de Shizuoka.
Em 2003 a cidade tinha uma população estimada em 129 351 habitantes e uma densidade populacional de 919,08 h/km². Tem uma área total de 140,74 km².
Recebeu o estatuto de cidade a 31 de Março de 1954.

## Cidade-irmã
- Penrith, Austrália